# Río Galindo
El río Galindo o Gariondo ("junto al trigal" en euskera, también denominado Agirtza en su comienzo) es un río que recorre la frontera entre los términos municipales de Baracaldo y Sestao, en Vizcaya, País Vasco, España. Consta de dos ramas: el río Castaños (proveniente del monte Eretza en la sierra Sasiburu) y el arroyo Ballonti (proveniente del monte Serantes), desembocando finalmente en la ría de Bilbao. La longitud total de la cuenca Castaños-Galindo es de 15 km,
siendo del río Galindo solo los últimos 1,65 kilómetros aproximadamente.

## Cuenca Castaños-Galindo
Frecuentemente se suele denominar río Galindo casi a la totalidad de la cuenca que comienza en la Sierra Sasiburu con el arroyo Castaños, ya que este es el principal afluente del Galindo, y a que no hay una frontera clara entre el final de uno e inicio del otro, incluso siendo sus caudales muy similares en algunos tramos.

## Orillas
El río se ha visto unido históricamente a la actividad de los Altos Hornos de Vizcaya, tanto de su propia actividad como de empresas auxiliares. En la orilla baracaldesa en esta última década se ha levantado viviendas, paseos, parques y un pequeño polígono industrial; y además se construirá parte del Tranvía de Baracaldo (paradas Beurko Viejo y Bagatza). En la orilla de Sestao se levanta desde 1990 la depuradora llamada «Estación Depuradora de Aguas Residuales (EDAR) de Galindo» y en los barrios La Punta y Simondrogas (donde se asentaron las principales actividades de Altos Hornos de Vizcaya junto a viviendas de trabajadores) se van a levantar viviendas, zonas verdes, un pequeño polígono industrial y la Intermodal de Urbinaga (Metro Bilbao, Cercanías Renfe y Euskotren Tranbia) donde actualmente solo está la estación de Metro Bilbao.

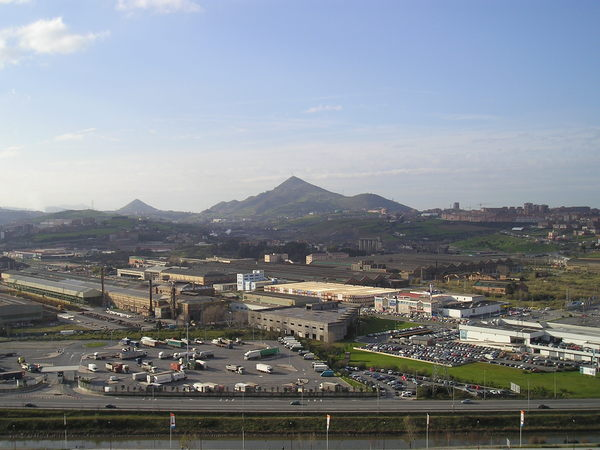
Río Castaños (en la parte inferior de la foto) y Vega del Galindo, con el Serantes al fondo.

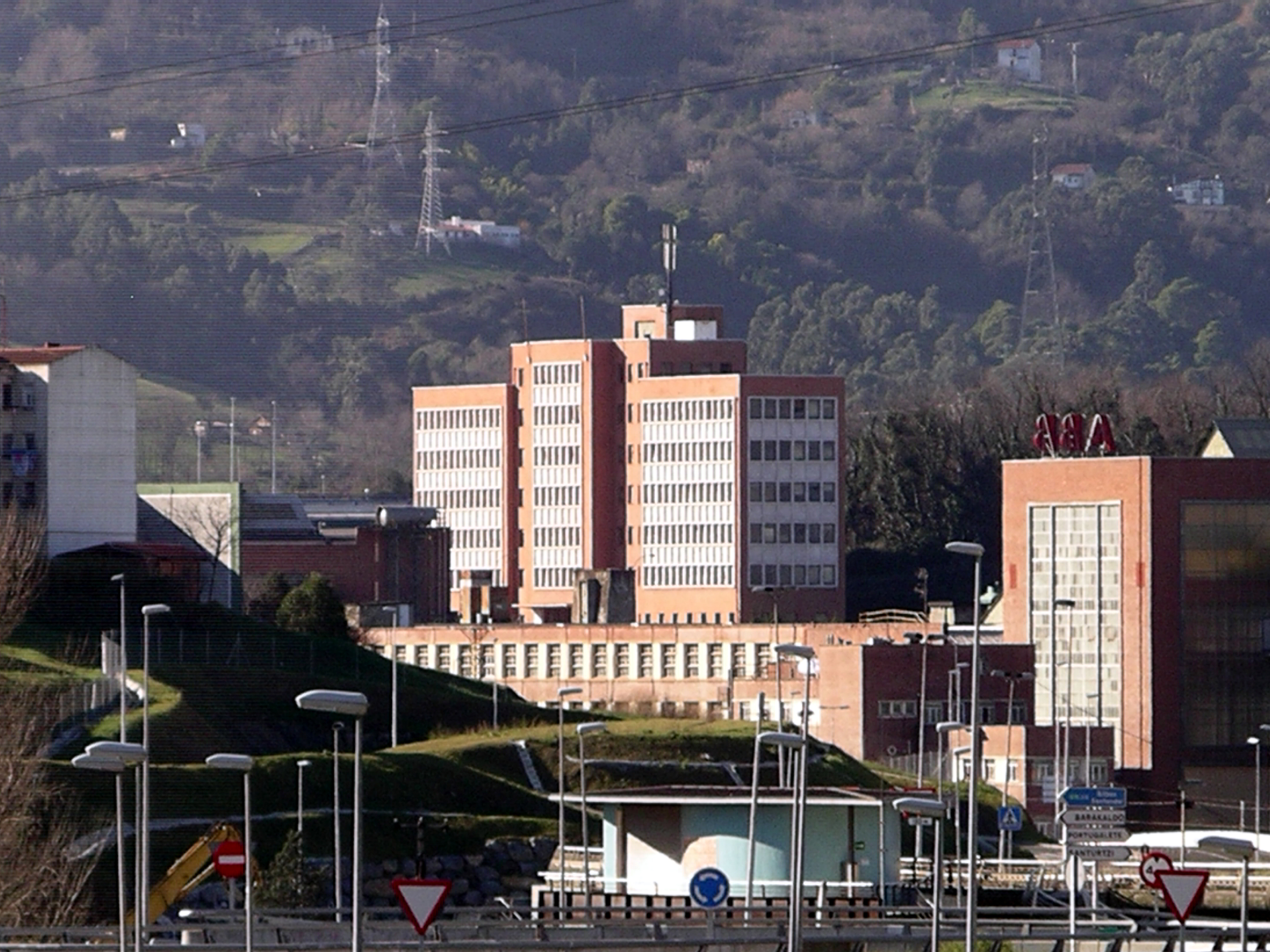
Antiguas oficinas centrales de La Gene, abajo se puede divisar la estación de Galindo.

### Vega del Galindo
La Vega del Galindo es un terreno mucho más amplio que se extiende desde Baracaldo hasta Sestao y el Valle de Trápaga entre los principales afluentes del Castaños-Galindo (arroyo Ballonti y arroyo Granada). En los terrenos de la vega en el Valle de Trápaga se encuentran los barrios meramente industriales de Galindo-Salcedillo, Elguero y Vega Vieja (Ibarzaharra) este último con parte en Sestao. Estos barrios están comunicados por la línea C-2 de Cercanías Renfe Bilbao por sus paradas llamadas Galindo (en Sestao) y Trápaga (en el Valle de Trápaga) y por las carreteras  BI-745, la   BI-3748  y la   BI-3744  paralela al río Galindo que las une.
La característica principal de esta zona es que tiene muchos kilómetros llanos, poco común en áreas urbanas del norte del País Vasco excepto en las riberas de los ríos donde se ubicaron decenas de empresas siderúrgicas desde finales del siglo XIX cuyo estandarte fue Altos Hornos de Vizcaya. Por ello en un principio fue ideal para la agricultura debido a su alta humedad (gran cantidad de marismas debido a que formaba parte del estuario del río Galindo); y posteriormente, principios del siglo XX, para diferentes empresas industriales debido a que las riberas de los ríos ya estaban ocupadas por las empresas antes mencionadas que suministraban materia prima a estas otras empresas y también a su fácil acceso al Puerto de Bilbao. Solo la colina de Elguero (20 m s. n. m.) destaca orograficamente sobre el resto.
Las empresas más importantes situadas en esta zona fueron las metalúrgicas estadounidenses Babcock & Wilcox (popularmente llamado: «La Balco») y General Eléctrica Española (popularmente llamado: «La Gene») que dieron trabajo, además, a decenas de empresas auxiliares. Babcock & Wilcox, inaugurado en 1918, que se dedicaba a la construcción de calderas, accesorios eléctricos, construcciones metálicas y locomotoras tuvo varias plantas productivas en una extensión de más de 100 hectáreas y fue clausurado completamente en 2011 tras un proceso de privatización en los años 2000 que causó un leve cambio en el nombre original (primero Babcock Borsig y luego Babcock Power España); mientras General Eléctrica Española, inaugurado en 1929, que construía material eléctrico y mecánico tenía unas instalaciones más pequeñas, esta usaba patentes de General Electric y Alstom y tras su declive vendió parte de sus instalaciones a ABB. Desde los años 2010 la empresa más importante ubicada en esta zona es Bombardier dedicaba a la construcción de sistemas de propulsión para trenes de alta velocidad. Otras empresas importantes de la zona son las pequeñas acerías Nervacero y Productos Tubulares, esta última la sección siderúrgica de Babcock & Wilcox que fue vendida a finales de los años 70.
Más al sur se sitúan otros barrios industriales, mayoritariamente de empresas auxiliares, oficialmente no pertenecientes a la Vega del Galindo pero que históricamente sí han estado unidos a ésta, como son los de El Juncal y Ugarte en el Valle de Trápaga, separados por el arroyo Granada y próximos a la carretera N-634. En el tramo baracaldés de dicha carretera, poco antes del límite con esos barrios trapagarandarras, son frecuentes las balsas de agua debido al desbordamiento del Castaños en el barrio de Kareaga.

## Afluentes
- Arroyo Ballonti, que recibe el subafluente:
  - Arroyo Capetillo
- Arroyo Castaños, que recibe los subafluentes:
  - Pantano Loiola (Oiola)
  - Río La Cuadra
  - Arroyo Granada

## El río Galindo y el arroyo Castaños, antiguos cauces de la ría de Bilbao

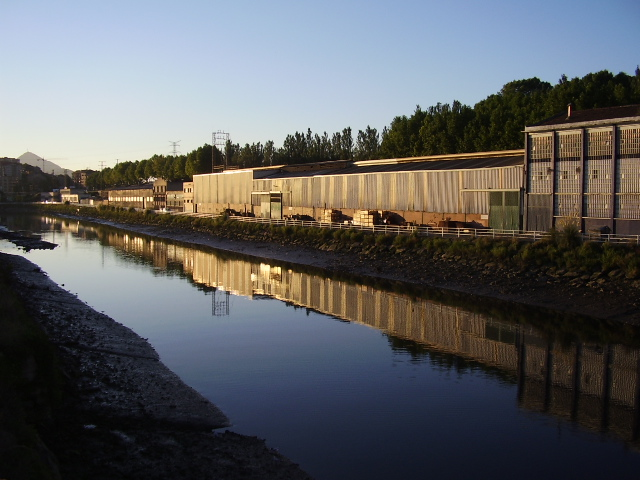
Río Galindo en marea baja. Vista de su margen izquierda (Sestao), con el Serantes al fondo.

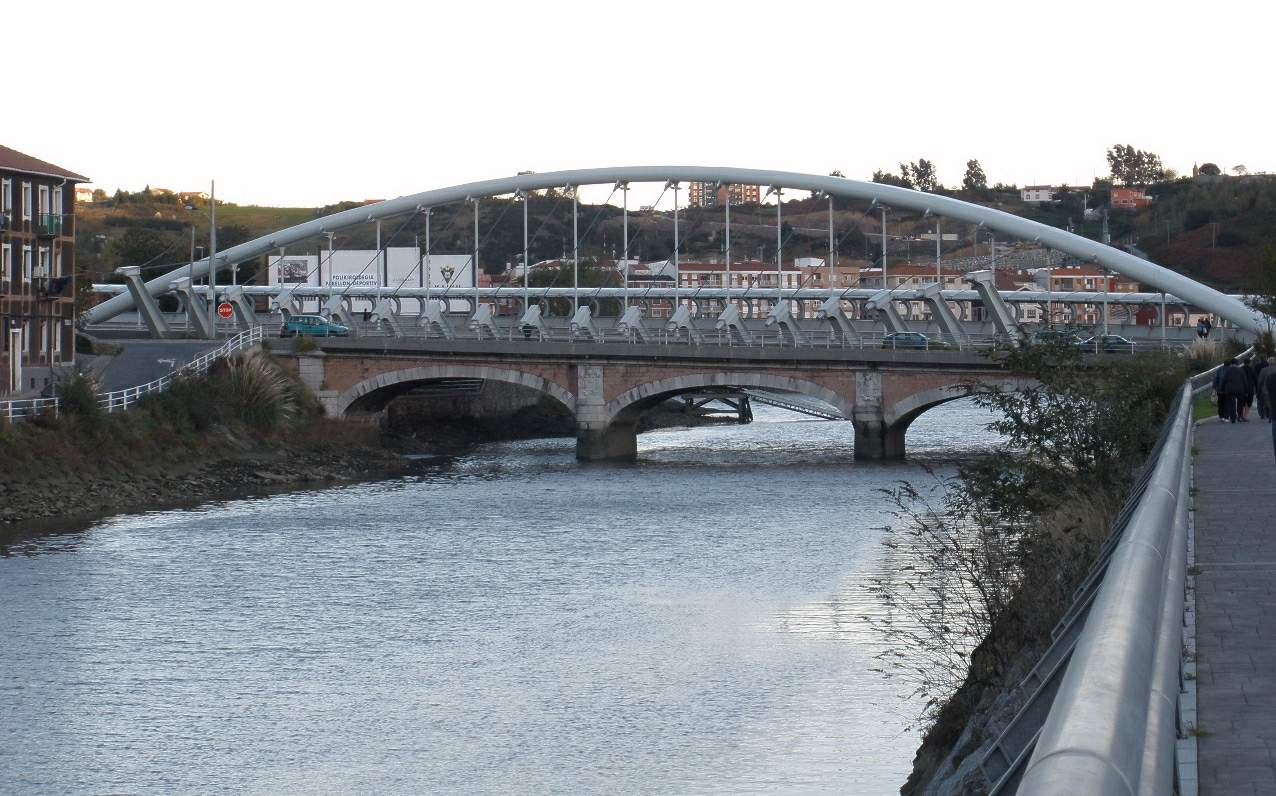
Puente de El Carmen y puente Manterola.

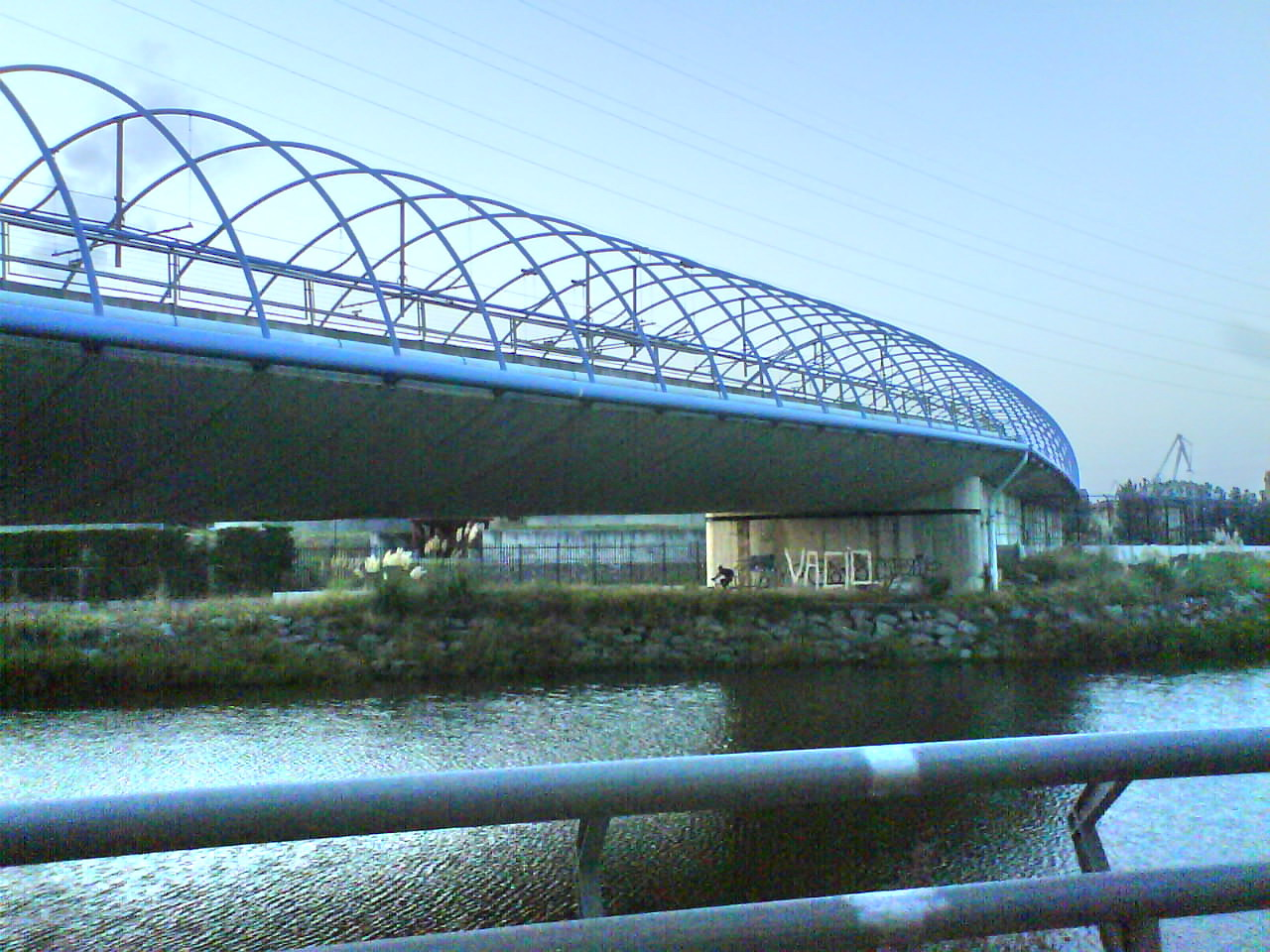
Viaducto del metro entre las estaciones de Bagatza y Urbinaga.

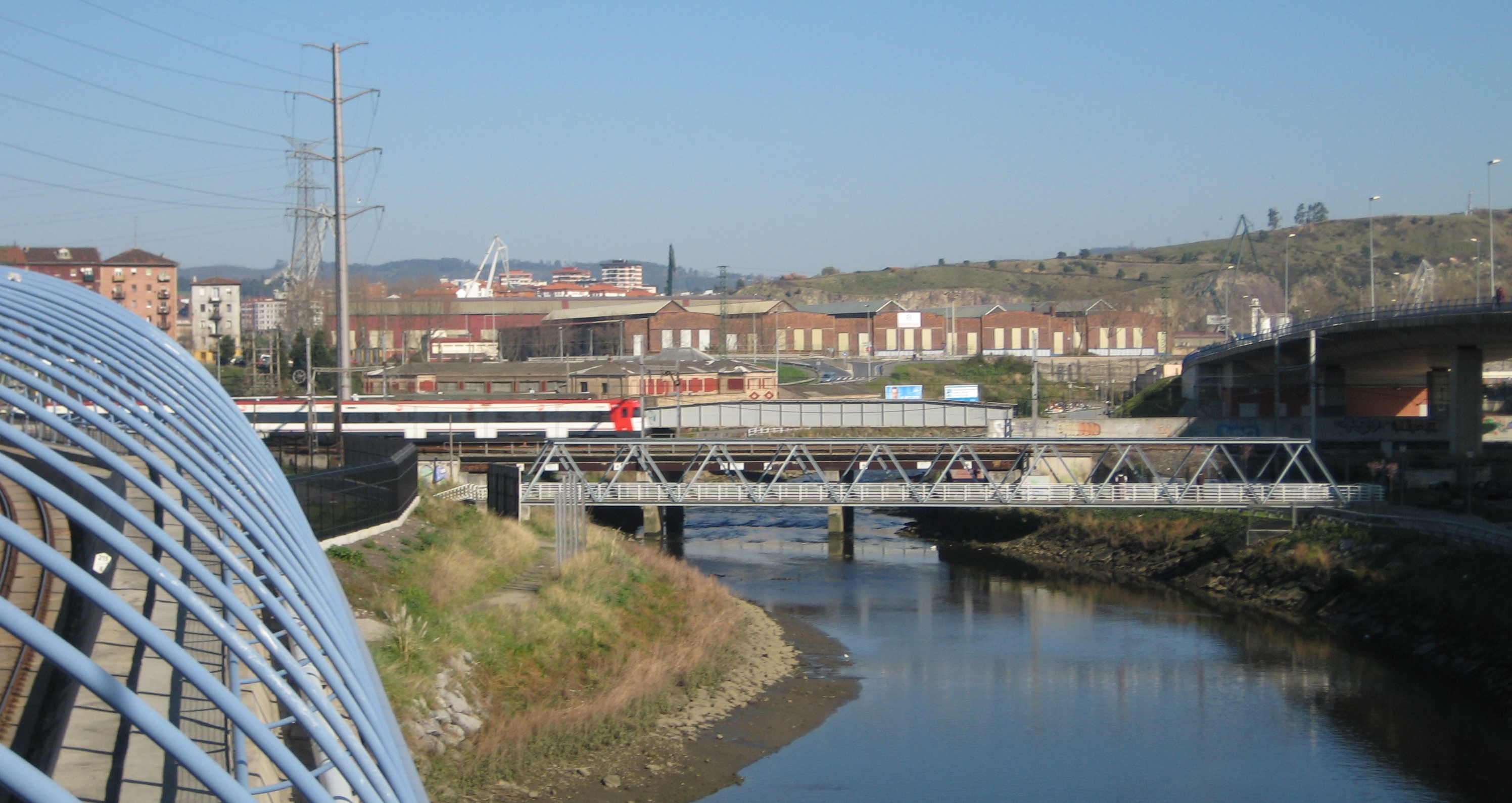
Vista de los 4 puentes entre Lasesarre y Simondrogas. Abajo el de Metro Bilbao y al fondo 3 en el que el central es el utilizado por Renfe Cercanías.

La ría de Bilbao discurrió por el tramo más bajo del arroyo Castaños y por el río Galindo, antes de que, gracias a la blandura de los esquistos y a la acción combinada de la corriente de la ría por el sur, y del río Asúa por el norte, acortara a la altura del barrio de Luchana, abandonando el meandro que circundaba por el este el actual centro de Baracaldo. De hecho, hay noticias de que existió un puerto en el barrio de Ugarte (Valle de Trápaga). Las huellas del antiguo curso de la ría son fácilmente perceptibles, aún hoy, en las dimensiones del cauce del río Galindo, desproporcionadamente ancho en relación con su caudal. El abandono del cauce por parte de la ría supuso que esos terrenos, de muy poca pendiente, se colmataran de sedimentos y se convirtieran en una marisma fértil, aunque foco también, hasta épocas relativamente recientes, de enfermedades como el cólera. La industrialización y el crecimiento de la población a orillas de la ría, supusieron el paulatino relleno de las antiguas marismas, y la fijación del actual cauce del tramo inferior del arroyo Castaños. La escasa altitud y la disponibilidad de una gran superficie en la confluencia de los arroyos Ballonti y Castaños, fueron los factores determinantes para que, a finales del siglo XX, se eligiera el lugar como el más idóneo para la construcción de una central depuradora de casi la totalidad de las aguas residuales del Gran Bilbao (EDAR de Galindo), lo que ha devuelto al lugar, de alguna manera, su antiguo carácter pantanoso.

## Puentes
De orilla a orilla se han construido numerosos puentes:

### Desierto-La Punta
En esta zona es donde desemboca el río (Desierto en Baracaldo y La Punta en Sestao). El puente más destacable, y único en la zona hasta hace pocos años, es el que durante muchos años ha sido unión entre Sestao y Baracaldo llamado puente del Carmen o puente de La Punta. Cabe destacar que en sus pilares se pueden ver los escudos de las dos localidades y el de Vizcaya. A su lado se ha construido uno más moderno sin pilares. Por él pasa la carretera conocida por Corredor del Ballonti y es conocido como puente Manterola en honor al arquitecto que lo diseñó que es Javier Manterola. Dependiendo la perspectiva pueden parecer un único puente, sin embargo el moderno no tiene pilares y es sostenido por un arco continuo.

### Lasesarre-Simondrogas
Entre los barrios de Lasesarre (Baracaldo) y Simondrogas, en euskera: Zumarrondoaga, (Sestao) existen numerosos puentes.
El más moderno es por el que pasa la Línea 2 del Metro de Bilbao, en curva y en pendiente con unas peculiares catenarias con pórticos azules. Es el que se sitúa más al sur.
El más antiguo, aunque remodelado, es el puente ferroviario por donde transita la red de Renfe Cercanías Bilbao junto a algunos trenes de mercancías que dispone de 3 vías ya que por él pasan 2 líneas de la mencionada red de cercanías. Al sur de este se sitúa un puente peatonal que sustituyó a otro puente más antiguo que se encontraba junto al puente ferroviario, tan juntos y con un diseño tan similar que era fácil confundir ambos puentes.
En esa zona se tiró en 2007 un puente por donde pasaba antiguamente una línea de ferrocarril desde Baracaldo hacía la fábrica de Altos Hornos de Vizcaya de Sestao. Remodelándose al lado de ese antiguo puente otro que servía como acceso de vehículos a la propia AHV para complementar la capacidad del ferrocarril, convirtiéndose tras la remodelación, en peatonal asfaltado, siendo este el situado más al norte de todos ellos.

### Bagaza-Beurco
En 2011 se estrenó un nuevo puente cuyas obras comenzaron en el 2010, reservado para peatones y bicicletas. Que une también otro puente en el arroyo Ballonti, junto al EDAR.

### San Vicente
Algunos documentos también consideran que este puente está sobre el río Galindo, diciendo que es el que marca la frontera artificial con el río Castaños, incluso otros consideran que el río Galindo empieza un poco antes de este puente justo tras recoger aguas del arroyo Granada. Es el que sirve para unir el barrio baracaldés de San Vicente y la rotonda de Sestao que sirve como cruce de las carreteras   BI-3744  y BI-745 siendo el más utilizado de todos los mencionados a causa del tráfico que soporta. En caso de considerar el lugar en el que se encuentra este puente como el de comienzo del río Galindo, su longitud se incrementaría en unos 550 metros. Y si se considera su comienzo en la confluencia del río Castaños y el arroyo Granada, aún se incrementaría en otros 550 metros más.